# Klubbin (Kalsoy)
Klubbin è una montagna alta 551 metri sul mare situata sull'isola di Kalsoy, nell'arcipelago delle Isole Fær Øer, in Danimarca.